# Disteganthus basilateralis
Disteganthus basilateralis là một loài thực vật có hoa trong họ Bromeliaceae. Loài này được Lem. mô tả khoa học đầu tiên năm 1847.